# Rafael Cruz
Rafael Tambao-An Cruz (* 12. März 1960 in Mapandan) ist ein philippinischer römisch-katholischer Geistlicher und Bischof von Baguio.

## Leben
Rafael Cruz studierte von 1977 bis 1981 Philosophie am San Pablo Regional College Seminary in Baguio City und von 1981 bis 1985 Theologie an der Immaculate Conception School of Theology in Vigan City. Am 8. September 1985 empfing er das Sakrament der Priesterweihe für das Erzbistum Lingayen-Dagupan.
Nach der Priesterweihe war er zunächst in Calasiao in der Pfarrseelsorge tätig. Ab 1988 übernahm er als Gastpriester in Manila verschiedene Aufgaben und studierte Psychologie. 1990 erwarb er an der Ateneo de Manila University den Master in beratender Psychologie. Von 1999 bis 2004 war er Gastprofessor an der Loyola School of Theology der Ateneo de Manila University, an der er 2002 in klinischer Psychologie promoviert wurde. Anschließend war er unter anderem Spiritual und psychologischer Berater für die Seminaristen der Territorialprälatur Batanes. Er übernahm zahlreiche Lehr- und Seelsorgsaufgaben, unter anderem an der Kathedrale von Dagupan City. Von 2011 bis 2018 war er Spiritual und Dozent am Mary Help of Christians High School Seminary und dem weiterführenden Mary Help of Christians College Seminary. Von 2018 bis 2022 war er Pfarrer und Dekan in Mangaldan und seither Pfarrer und Dekan in Malasiqui. Daneben gehörte er dem ständigen Komitee des Erzbistums für den Schutz Minderjähriger an und lehrte als Gastdozent an verschiedenen theologischen Bildungseinrichtungen.
Papst Franziskus ernannte ihn am 20. Juni 2024 zum Bischof von Baguio. Der Erzbischof von Lingayen-Dagupan, Socrates Buenaventura Villegas, spendete ihm am 7. September desselben Jahres in der Kathedrale von Dagupan City die Bischofsweihe. Mitkonsekratoren waren der Erzbischof von Capiz, sein Amtsvorgänger Victor Bendico, und der Bischof von Parañaque, Jesse Eugenio Mercado. Die Amtseinführung im Bistum Baguio fand am 17. September 2024 statt.